# Escoles d'Espolla
Escoles d'Espolla és un edifici del municipi d'Espolla inclòs en l'Inventari del Patrimoni Arquitectònic de Catalunya.

## Descripció
Situades dins del nucli urbà de la població d'Espolla, a la banda de migdia del terme i delimitades pel passeig del Marquès de Camps, el carrer Rabós i el de Mollet.
Edifici d'una sola planta en forma de T, amb la coberta de quatre vessants de teula i distribuït en planta baixa. La façana principal, orientada a migdia, presenta una terrassa adossada davant de cos més avançat, a la que s'accedeix mitjançant dues escales situades als extrems. Majoritàriament, les obertures de la façana principal són grans finestrals rectangulars, mentre que a la façana posterior són força més petites. Hi ha dos accessos a l'interior, situats a banda i banda del petit cos central. A l'interior, l'edifici està distribuït en tres aules i diversos espais comuns. Sembla que en un principi, l'edifici es va projectar pensant en la separació de sexes, amb la línia divisòria partint el cos de més llargada i el pati de jocs, tot i que al final no es va realitzar.
La construcció està arrebossada i pintada.

## Història
L'origen de les escoles públiques a Espolla es deu al mestre Antoni Balmanyà i Ros, pioner de la reforma pedagògica al país a finals del segle xix i principis del XX. Aquesta escola va representar el paradigma d'aquest procés i es va convertir en un referent nacional d'ensenyament. Un dels projectes més destacats va ser la creació d'un museu escolar amb diferents col·leccions de monedes, minerals, fustes del país, restes arqueològiques, etc.
Es coneix un projecte de l'arquitecte Rodrigo Poggio Lobon, datat el maig de 1936, que finalment no es dugué a terme. Segons informacions facilitades per l'ajuntament d'Espolla, abans de l'emplaçament actual de l'edifici, l'escola estava instal·lada en uns locals de lloguer. L'escola de nens se situava al carrer Rabós i la de nenes al carrer Requiller.
Antigament, l'edifici havia estat un consultori mèdic, i va ser reconstruït l'any 1959 per allotjar l'actual escola.